# تلمبه یدالله خیامی
تلمبه یدالله خیامی یک منطقهٔ مسکونی در ایران است که در دهستان محمدآباد (عنبرآباد) واقع شده‌است.